# Steve Hegg
Stephen Edward Hegg (conocido como Steve Hegg; Dana Point, 3 de diciembre de 1963) es un deportista estadounidense que compitió en ciclismo en la modalidad de pista, especialista en las pruebas de persecución.
Participó en los Juegos Olímpicos de Los Ángeles 1984, obteniendo dos medallas, oro en persecución individual y plata en persecución por equipos (junto con David Grylls, Patrick McDonough y Leonard Nitz).

## Medallero internacional
| Juegos Olímpicos | Juegos Olímpicos             | Juegos Olímpicos | Juegos Olímpicos        |
| Año              | Lugar                        | Medalla          | Competición             |
| ---------------- | ---------------------------- | ---------------- | ----------------------- |
| 1984             | Los Ángeles (Estados Unidos) | Medalla de oro   | Persecución por equipos |
| 1984             | Los Ángeles (Estados Unidos) | Medalla de plata | Persecución individual  |